# Kaschtanowka (Kaliningrad, Bagrationowsk)
Kaschtanowka (Каштановка, deutsch Serpallen) war ein Ort in der russischen Oblast Kaliningrad (Gebiet Königsberg (Preußen)). Seine Ortsstelle liegt im Bereich des Munizipalkreises Rajon Bagrationowsk mit Sitz in Bagrationowsk (deutsch Preußisch Eylau).

## Geographische Lage
Die Ortsstelle Kaschtanowkas liegt im westlichen Süden der Oblast Kaliningrad im unmittelbaren Grenzgebiet zur polnischen Woiwodschaft Ermland-Masuren.  Die frühere Kreisstadt Preußisch Eylau bzw. heutige Rajonshauptstadt Bagrationowsk ist drei Kilometer in nordwestlicher Richtung entfernt.

## Geschichte
1437 ist das Jahr, in dem das seinerzeitige Serpalwe und spätere Sörpallen, nach 1785 Serpallen, erstmals erwähnt wurde. Es handelt sich um ein kleines Dorf, das im Jahre 1874 als Landgemeinde in den neu errichteten Amtsbezirk Perscheln im ostpreußischen Kreis Preußisch Eylau aufgenommen wurde.
Im Jahre 1910 waren in Serpallen 117 Einwohner registriert. Ihre Zahl belief sich im Jahre 1933 auf 120 und im Jahre 1939 auf 106.
Als 1945 in Kriegsfolge Ostpreußen zwischen der Sowjetunion und Polen geteilt wurde, lag Serpallen im unmittelbaren Grenzgebiet zunächst wohl zu auf polnischer Seite und trug die Namensform „Sierpały“. Dann aber gehörte es zur Sowjetunion, die es 1947 mit der russischen Namensform „Kaschtanowka“ belegte.
Im Jahre 1947 kam Kaschtanowka zum Nadeschdinski selski Sowet/okrug (= „Dorfsowjet Nadeschdino“, deutsch Lampasch). Aber bereits wenige Jahre später verliert sich seine Spur: Kaschtanowka wurde – wohl aufgrund seiner Grenzlage – nicht mehr besiedelt und verwaiste. Bereits 1975 galt es als verlassener und untergegangener Ort.
Seine Ortsstelle liegt heute im Gebiet des Munizipalkreises Rajon Bagrationowsk mit Sitz in Bagrationowsk (Preußisch Eylau) in der Oblast Kaliningrad der Russischen Föderation.

## Kirche
Bis 1945 war Serpallen kirchlicherseits nach Preußisch Eylau eingepfarrt: in die dortige evangelische Pfarrkirche in der Kirchenprovinz Ostpreußen der Kirche der Altpreußischen Union, sowie in die römisch-katholische Kirche der Kreisstadt im damaligen Bistum Ermland.

## Verkehr
Die nicht mehr erkennbare Ortsstelle von Serpallen resp. Kaschtanowka ist heute über einen Verbindungsweg von Bolschoje Osjornoje (Klein Sausgarten) zu erreichen, sofern der Weg grenzpolizeilich nicht gesperrt ist.
Vor 1945 verlief am nördlichen Ortsrand von Serpallen die Bahnstrecke Königsberg–Preußisch Eylau–Korschen–Lyck (–Prostken). Sie wurde aufgrund der Grenzsituation demontiert.

## Persönlichkeiten
- Karl Wienert (1913–1992), deutscher Geophysiker